# Клименко Пилип Васильович
Клименко Пилип Васильович (06.11.1887—08.07.1955) — історик, джерело- й архівознавець. Учень М.Довнар-Запольського. Народився в с. Ярославка (нині село Бобровицького району Чернігівської обл.).
- 1899—1907 навчався спочатку в земській школі, потім у Ніжинській гімназії.
- 1907—08 навчався на економічному відділенні Політехнічного інституту (у м. Санкт-Петербург),
- 1908—12 — на історичному відділенні історико-філологічного факультету Київського університету.
- 1912—14 працював у Київському центральному архіві,
- 1914—18 — професор, стипендіат Київського університету.
- 1915—16 працював у Москві.
- 1917—18 склав магістерські іспити.
- 1918 — професор Київського археологічного інституту,
- 1918—19 — професор Кам'янець-Подільського університету,
- 1920—23 — Кам'янець-Подільського інституту народної освіти. В період Директорії очолював Комітет охорони пам'яток старовини і мистецтва у Кам'янці-Подільському. У жовтні 1921 був заарештований ВУЧК.

- 1922—23 — керівник Кам'янець-Подільської науково-дослідної кафедри Поділля,
- 1923 — член Київської науково-дослідної кафедри історії України, очолюваної академіком М.Василенком,
- 1925—30 — дійсний член Науково-дослідної кафедри історії України при ВУАН, створеної та очолюваної академіком М.Грушевським.
- Співробітник Археографічної комісії ВУАН (1924—33) та Археографічної комісії Центрального архівного управління УСРР (1931—32).
- 1932—33 — завідувач відділення феодалізму Всеукраїнського історичного музею ім. Т.Шевченка (нині Національний музей історії України). Звільнений з роботи 1933.

19 травня 1938 заарештований НКВС УРСР. 5 березня 1939 року засуджений Воєнним трибуналом Київського військового округу до 6-ти років позбавлення волі та поразки у правах на 3 роки. Покарання відбував у Красноярському краї (нині РФ). Звільнений 1943. Після війни проживав у будинку для престарілих у смт Козелець. Покінчив життя самогубством. Реабілітований 1959.
Досліджував історію цехів в Україні та історію укр. міст. Автор бл. 50 праць, у тому числі «Западно-русские цехи XVI—XVIII вв.» (К., 1914), «Графіка шрифту в Острозькій біблії» (Українська книга XVI—XVIII ст. К., 1926), «Місто і територія на Україні за часів Гетьманщини (1654—1767 рр.)» («Записки історично-філологічного відділу ВУАН», 1926, кн. 7/8), «Цехи на Україні, т. 1, вип. 1: Суспільно-правні елементи цехової організації» (К., 1929).
Архів Клименка зберігається в Інституті архівознавства НБУВ.

## Праці
- Пилип Клименко. Місто й територія на Україні за Гетьманщини (1654-1767 рр.) / Записки історично-філологічного відділу ВУАН, 1926, кн. 7/8. - С. 309-357.
- Пилип Клименко. "Украшеной партретъ" військового отамана Чепіги та "Козак-Запорожець" (з малюнком) / Записки історично-філологічного відділу ВУАН, 1926, кн. 7/8. - С. 451-468.
- Пилип Клименко. Книжка "Способы о болѣзняхъ", як матеріял до історії української літератури / Записки історично-філологічного відділу ВУАН, 1926, кн. 7/8. - С. 468-475.
- П. Клименко, Катерина Лазаревська. Матеріяли для історії цехів на Лівобережній Україні XVII-XIX вв. / Записки історично-філологічного відділу ВУАН, 1926, кн. 7/8. - С. 587-588.
- Клименко П. Графіка шрифту в Острозькій Біблії / П. Клименко ; Укр. наук. ін-т книгознавства. — Київ : б. в., 1925. — 22 с. : іл. [Архівовано 26 Вересня 2020 у Wayback Machine.]
- П. Клименко Місто й територія на Україні за Гетьманщини 1654-1764. ІІ. "Украшеной партрет" військового отамана Чепіги та "Козак-Запорожець" ; III. Книжка "Способы о болезнях" / П. Клименко ; Українська академія Наук. - К. : Українська Академія Наук, 1926. - 63 с.